# Wilhelm Banse
Wilhelm Banse (18 de dezembro de 1911 – 16 de abril de 1965) foi um político alemão do Partido Social Democrata (SPD) e ex-membro do Bundestag alemão.

## Vida
Banse foi membro do conselho distrital de Wetzlar de 1948 a 1951 e foi eleito para o distrito de Offenbach em maio de 1952. Ele foi membro do Bundestag alemão de 1953 a 1957. No parlamento, ele representou o distrito de Offenbach.

## Literatura
Herbst, Ludolf; Jahn, Bruno (2002).  Vierhaus, ed. Biographisches Handbuch der Mitglieder des Deutschen Bundestages. 1949–2002 (em alemão). München: De Gruyter - De Gruyter Saur. 1715 páginas. ISBN 978-3-11-184511-1